# Araǰin Xowmb 1998
L'Araǰin Xowmb 1998 è stata l'8ª edizione della seconda serie del campionato armeno di calcio.

## Stagione

### Novità
Al termine della passata stagione, lo Širak 2 è stato promosso in Bardsragujn chumb 1998. È invece retrocessa dalla Bardsragujn chumb il Lori.
L'Arai si è sciolto al termine della passata stagione
Quattro nuove squadre si sono iscritte al torneo: Alaškert, SKVV Erevan, FIMA Erevan, NIG Aparan e Mush Kasakh.
L'Aragats Ashtarak ha cambiato nome in Kasakh Ashtarak.

### Formula
Le tredici squadre partecipanti si affrontano due volte, per un totale di ventiquattro partite, più due turni di riposo. La squadra vincitrice, viene promossa in Bardsragujn chumb 1999. La seconda classificata uno spareggio promozione-retrocessione contro la penultima classificata della Bardsragujn chumb 1998.

## Classifica
|  | Pos. | Squadra          | Pt | G  | V  | N | P  | GF | GS | DR  |
|  | ---- | ---------------- | -- | -- | -- | - | -- | -- | -- | --- |
|  | 1.   | Zvart'noc'       | 66 | 24 | 21 | 3 | 0  | 92 | 18 | +74 |
|  | 2.   | Lori             | 54 | 24 | 16 | 6 | 2  | 42 | 16 | +26 |
|  | 3.   | Nairi Erevan     | 53 | 24 | 17 | 2 | 5  | 48 | 24 | +24 |
|  | 4.   | Mush Kasakh      | 42 | 24 | 13 | 3 | 8  | 39 | 29 | +10 |
|  | 5.   | Lernagorts Kapan | 38 | 24 | 12 | 2 | 10 | 37 | 32 | +5  |
|  | 6.   | Alaškert         | 35 | 24 | 9  | 8 | 7  | 30 | 25 | +5  |
|  | 7.   | SKVV Erevan      | 33 | 24 | 10 | 3 | 11 | 49 | 39 | +10 |
|  | 8.   | FIMA Erevan      | 30 | 24 | 9  | 3 | 12 | 48 | 40 | +8  |
|  | 9.   | Kasakh Ashtarak  | 28 | 24 | 8  | 4 | 12 | 30 | 44 | -14 |
|  | 10.  | Spitak           | 28 | 24 | 9  | 1 | 14 | 35 | 50 | -15 |
|  | 11.  | Dinamo Erevan    | 19 | 24 | 6  | 1 | 17 | 26 | 65 | -39 |
|  | 12.  | Karabakh 2       | 15 | 24 | 4  | 3 | 17 | 12 | 47 | -35 |
|  | 13.  | NIG Aparan       | 7  | 24 | 2  | 1 | 21 | 13 | 67 | -54 |

Legenda:
      Promossa in Bardsragujn chumb 1999
 Ammessa allo spareggio promozione-retrocessione
Note:
Tre punti a vittoria, uno a pareggio, zero a sconfitta.

## Spareggio promozione/retrocessione
|         | Risultati |      | Luogo e data  |
| ------- | --------- | ---- | ------------- |
| Širak 2 | 3 - 2     | Lori | Novembre 1998 |